# Sesamex
Sesamex (géén ISO-naam) is een organische verbinding die gebruikt wordt in insecticiden. Het is ook gekend onder de merknaam Sesoxane. Het is een synergist, die in combinatie met een ander insecticide een versterkt effect heeft dat groter is dan de som van de effecten van de afzonderlijke stoffen. Sesamex is in het bijzonder een synergist voor de pyrethrinen (die veel gebruikt worden binnenshuis tegen vliegen), pyrethrine-achtige insecticiden zoals allethrine, evenals methoxychloor.
Sesamex en andere gelijkaardige stoffen werden in de jaren '50 van de 20e eeuw ontwikkeld door Morton Beroza aan de Agricultural Research Service van het Amerikaanse ministerie van landbouw. De naam verwijst naar sesamol, een fenolderivaat dat voorkomt in sesamolie en dat gebruikt wordt voor de synthese van sesamex.
Piperonylbutoxide is een andere veel gebruikte synergist.